# كيم بو كيونغ (ممثلة)
كيم بو كيونغ (بالكورية: 김보경)‏ (3 أبريل 1976 – 2 فبراير 2021) كانت ممثلة كورية جنوبية.

## روابط خارجية
- كيم بو كيونغ على موقع IMDb (الإنجليزية)
- كيم بو كيونغ على موقع قاعدة بيانات الفيلم (الإنجليزية)